# 268
268（二百六十八、にひゃくろくじゅうはち）は自然数、また整数において、267の次で269の前の数である。

## 性質
- 268は合成数であり、約数は 1, 2, 4, 67, 134, 268 である。
  - 約数の和は476。
- 各位の和が16になる9番目の数である。1つ前は259、次は277。
- 各位の平方和が104になる最小の数である。次は286。(オンライン整数列大辞典の数列 A003132)
  - 各位の平方和が n になる最小の数である。1つ前の103は1277、次の105は458。(オンライン整数列大辞典の数列 A055016)
- 各位の立方和が736になる最小の数である。次は286。(オンライン整数列大辞典の数列 A055012)
  - 各位の立方和が n になる最小の数である。1つ前の735は1111119、次の737は29。(オンライン整数列大辞典の数列 A165370)
- 各位の積が各位の和の6倍になる最小の数である。次は286。(オンライン整数列大辞典の数列 A062037)
  - k 倍になる最小の数とみたとき1つ前は257 (5倍)、次は279 (7倍)。(オンライン整数列大辞典の数列 A126789)
- 268 = 62 + 62 + 142
  - 3つの平方数の和1通りで表せる79番目の数である。1つ前は265、次は272。(オンライン整数列大辞典の数列 A025321)
- 268 = 22 × 67
  - 2つの異なる素因数の積で p2 × q の形で表せ34番目の数である。1つ前は261、次は275。(オンライン整数列大辞典の数列 A054753)
- n = 268 のとき n と n − 1 を並べた数を作ると素数になる。n と n − 1 を並べた数が素数になる32番目の数である。1つ前は264、次は270。(オンライン整数列大辞典の数列 A054211)

## その他 268 に関連すること
- 西暦268年
- 紀元前268年
- 年始から数えて268日目は9月25日、閏年は9月24日。
- UFC 268
- パキスタン国際航空268便墜落事故
- RD-268
- SCR-268